# Balbino Cândido da Cunha
Balbino Cândido da Cunha (São João del-Rei, 15 de abril de 1833 — São João del-Rei, 5 de dezembro de 1905) foi um médico e político brasileiro. Ele exerceu o cargo de presidente da província do Paraná, de 4 de julho de 1888 a 18 de junho de 1889.

## Filiação e formação
Filho de Domingos José da Cunha e Balbina Cândida da Silveira Negreiros, ambos de origem portuguesa, Balbino da Cunha nasceu em São João del-Rei. Iniciou seus estudos primários em sua cidade natal e, posteriormente, mudou-se para o Rio de Janeiro para cursar Medicina.
Em 1855, após concluir seus estudos e obter o diploma de médico, soube que sua terra natal, a província de Minas Gerais, enfrentava uma epidemia de cólera-morbus. Voluntariamente, ofereceu seus serviços ao governo provincial, que o enviou para a cidade de Baependi, onde se destacou por seu trabalho filantrópico ao tratar os doentes, muitas vezes sem remuneração.
Pelos serviços prestados no combate à cólera, foi nomeado médico do hospital local, atendendo principalmente os indigentes. O governo provincial, reconhecendo seus esforços, indicou-o para receber a Comenda de Cristo, uma honraria concedida pelo Império do Brasil no início de sua carreira.

## Enlace e início da carreira política
Em 12 de maio de 1860, Balbino casou-se com Antonia Carolina da Fonseca. Após o casamento, o casal mudou-se para Pouso Alegre, onde ele abriu seu primeiro consultório. Em 1863, seu filho, Miguel Gastão da Cunha, nasceu. Logo adquiriu prestígio na comunidade local e foi eleito vereador do município. 
No mesmo ano, foi eleito deputado provincial, transferindo-se para Ouro Preto, então capital da província de Minas Gerais. Durante seu mandato, que durou até 1874, foi um deputado ativo, participando de discussões importantes na Assembleia Provincial. Entre 1871 e 1874, ocupou o cargo de presidente da assembleia. 

## Atuação profissional
Balbino Cândido da Cunha atuou em diversas localidades ao longo de sua carreira, sempre buscando conciliar suas funções de médico e político. Destacou-se em várias iniciativas, como:
- A pedido do presidente provincial Ferreira Pena, organizou um “lazareto” em São José do Picu para isolar e tratar doentes.
- Combateu uma epidemia de varíola na cadeia pública de Ouro Preto.
- Em Cristina, onde possuía consultório, foi eleito vereador, cargo que exerceu por oito anos. Também atuou como delegado de polícia, fiscal de instrução e juiz local.

De volta a São João del-Rei, fundou um hospício e dedicou-se à educação, sendo professor de História e Geografia no Externato e na Escola Normal. Também foi eleito vereador, assumindo a presidência da câmara municipal.

## Presidência da província do Paraná
Em julho de 1888, Balbino Cândido da Cunha assumiu a presidência da província do Paraná. Contudo, enfrentou dificuldades políticas devido à falta de apoio de membros locais de seu partido, que era minoria na Assembleia Provincial. Durante seu governo, a província passava por sérios problemas financeiros, o que o obrigou a tomar medidas drásticas, como o fechamento de 164 escolas, o que gerou forte oposição.
Em meio a esse cenário conturbado, sua administração tornou-se insustentável, levando-o a deixar o cargo em maio de 1889, após dez meses de governo. Apesar dos desafios, Balbino foi responsável por iniciativas importantes, como a criação de colônias italianas ao redor de Campo Largo, entre elas Santa Felicidade e Santa Cândida, além da colônia que recebeu seu nome, Balbino Cunha (atualmente, Colônia Campina).

## Retorno a São João del-Rei e falecimento
Após deixar o governo do Paraná, Balbino Cândido da Cunha retornou a São João del-Rei em junho de 1889. Ele continuou atuando como médico e político até o fim de sua vida. Faleceu em sua cidade natal em 5 de dezembro de 1905, aos 72 anos.
Em reconhecimento a sua importância, a cidade de São João del-Rei homenageou-o em vida, renomeando a antiga Rua de São Francisco para Rua Dr. Balbino Cunha, em 1887.